# ギイェルモ・アロ

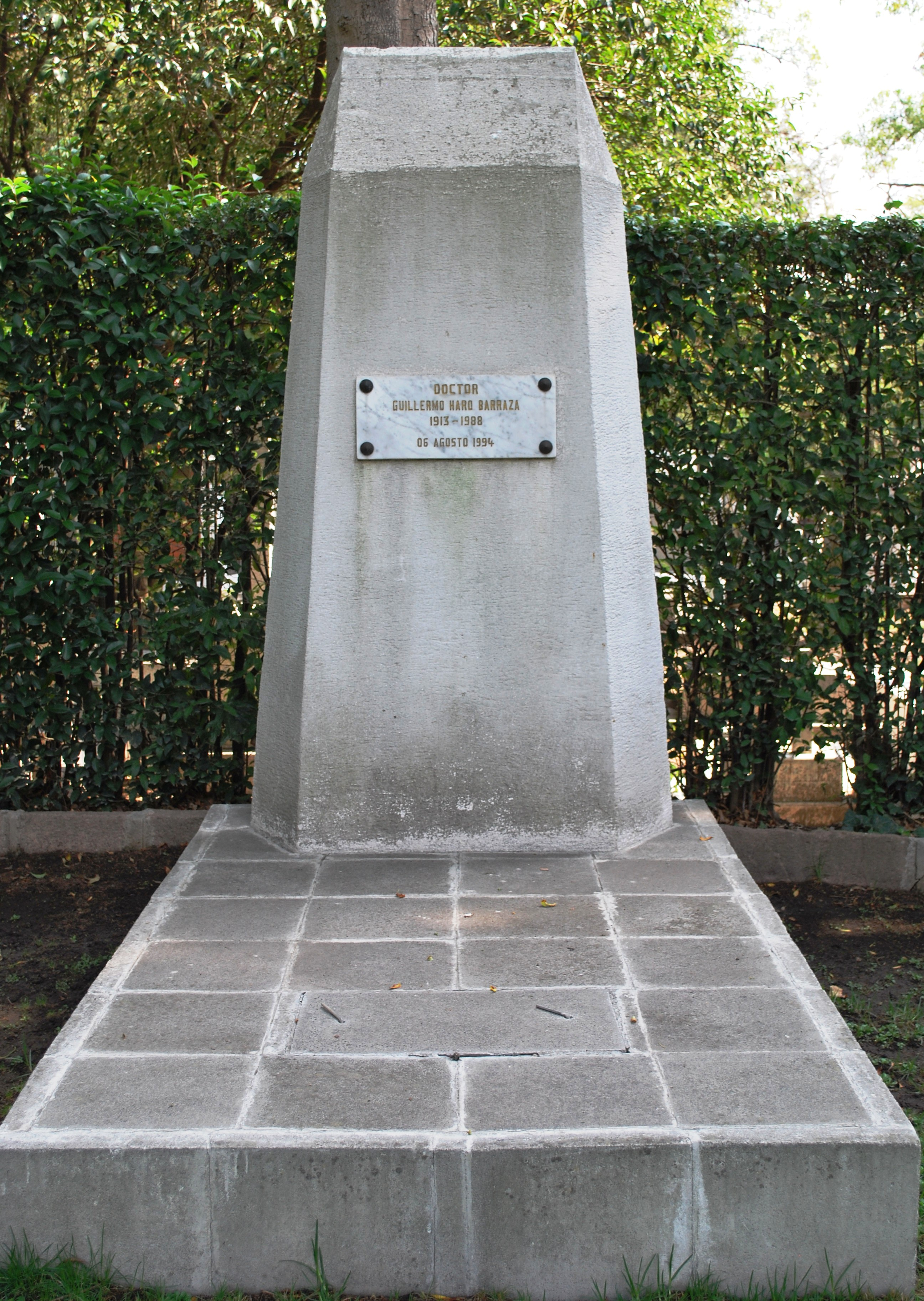
メキシコシティにあるハロの墓石

ギジェルモ・ハロ・バラサ（Guillermo Haro Barraza、1913年3月21日 - 1988年4月26日）はメキシコの天文学者である。ハービッグ・ハロ天体 (Herbig-Haro object) と呼ばれる、星の誕生期の天体の発見者（共同発見者ジョージ・ハービッグ）の一人であり、メキシコの天文学の発展に貢献した。

## 経歴
メキシコシティで生まれ、メキシコ国立自治大学（National Autonomous University of Mexico：UNAM）で哲学を学んだ。
1943年、天文学に興味を持ち、新設されたトナンツィントラ天文台（Observatorio Astrofisico de Tonantzintla）の職員となった。
1943年から1944年の間、ハーバード大学天文台で訓練をうけ、1945年に帰国しトナンツィントラ天文台で研究した後、UNAMのタクバヤ天文台で働いた。1950年に発見した天体が、ハービッグが発見したものと同種であることが判明し、二人の名を取ってハービッグ・ハロ天体と呼ばれるようになった。
1959年には、発展途上国出身者としては初めて王立天文学会会員に推挙された。
1985年にロモノーソフ金メダルを授与された。
1988年にメキシコシティで亡くなり、同地に埋葬された。
生涯に二度結婚した。1968年に結婚したポニャトフスキ家の末裔である作家・ジャーナリストのエレナ・ポニアトウスカとの間には3人の子をもうけたが1981年に離婚した。